# Królestwo Albanii
Królestwo Albanii (albański Mbretëria Shqiptare) – państwo istniejące w latach 1928–1939 na terenie dzisiejszej Albanii. Jedynym królem był Ahmed Zogu. Królestwo straciło suwerenność wskutek inwazji Włoch na Albanię na początku II wojny światowej.
Stolicą królestwa była Tirana, a walutą lek. Królestwo było swego rodzaju emanacją monarchistycznej tożsamości Albańczyków, która przetrwała od czasu panowania księcia Skanderbega (1443–1468).
Po upadku Imperium Osmańskiego w 1922 roku było to jedyne państwo w Europie rządzone przez muzułmańskiego monarchę.